# Masivul Ciomatu - Puturosu
Masivul Ciomatu - Puturosu  este un vulcan ce face parte structural și pozițional din grupa Munților Harghitei.  Reprezintă cea mai recentă structură a acestora și aparține de lanțul muntos al Carpaților Orientali. Cel mai înalt pisc este Vârful Ciomatu Mare, având 1301 m.

## Delimitare

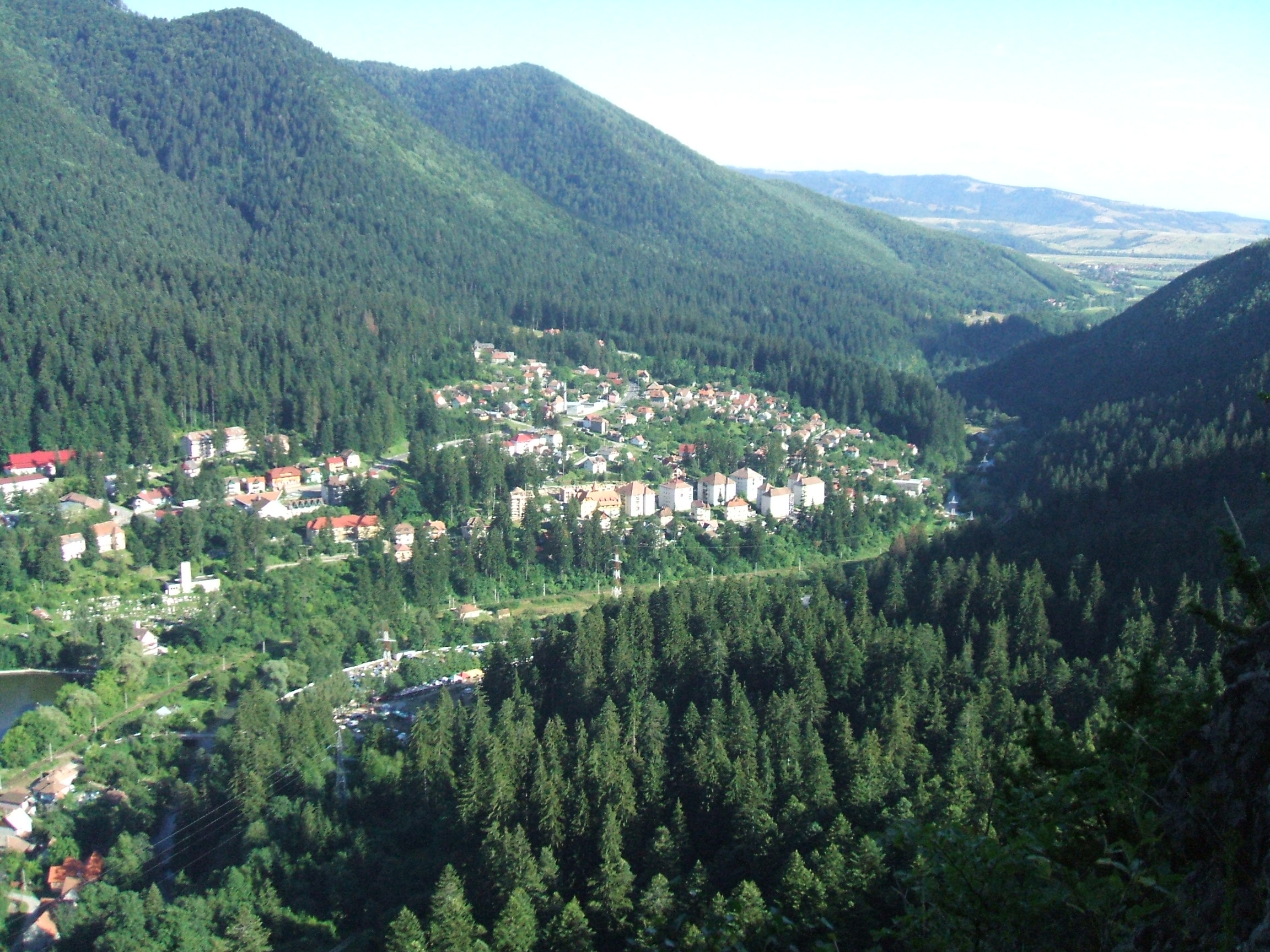
Muntele Ciomatu privit dinspre Valea Oltului

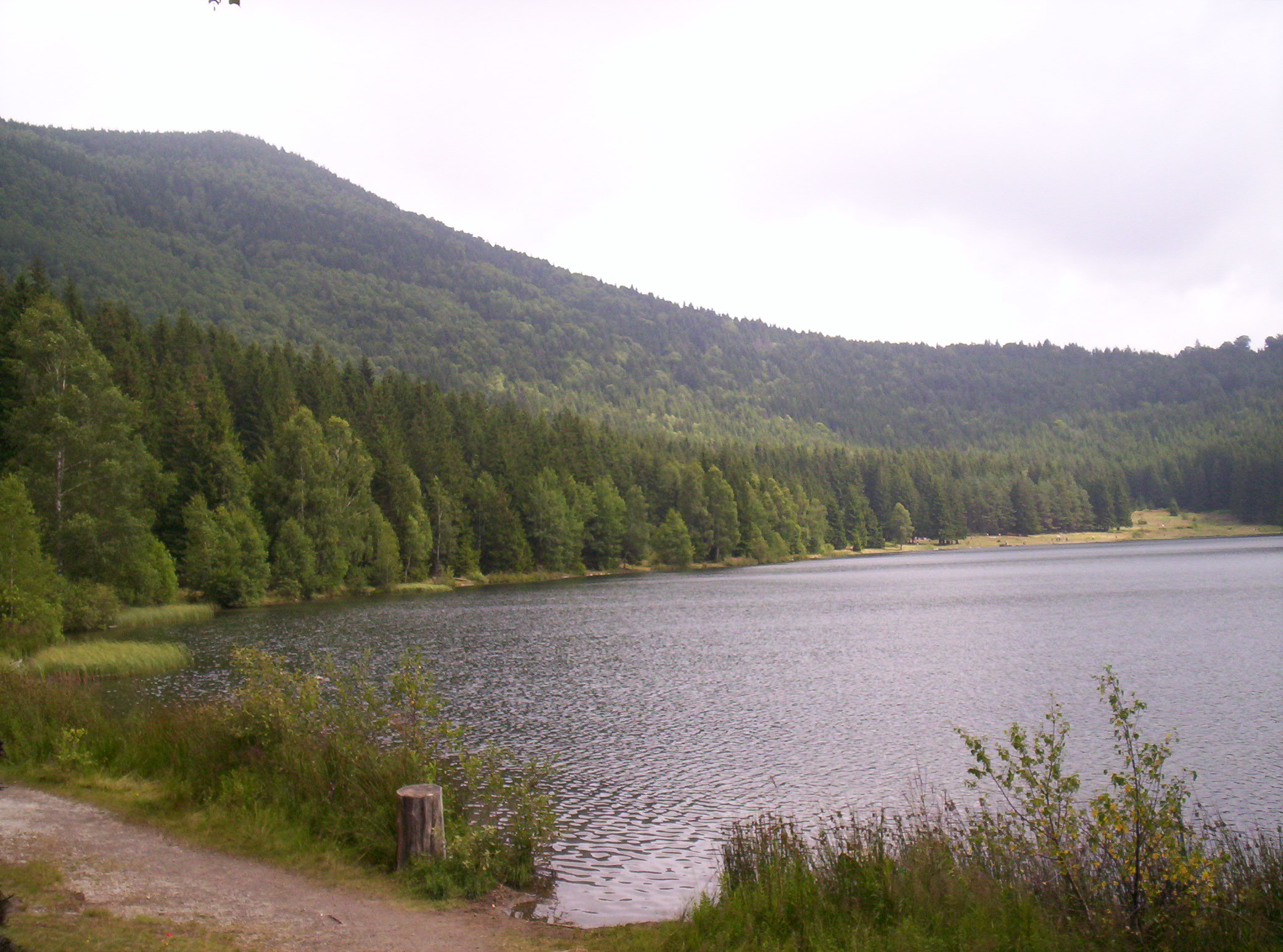
Imagine dintr-unul dintre craterele Muntelui Ciomatu - Lacul Sfânta Ana

Grupei de munți îi aparțin – în afară de Muntele Ciomatu (maghiară Csoma - hegy, 1.301 m), spre est conurile vulcanice ale Muntelui Bolondoș (maghiară Bolondos hegy, 1084 m), ale Muntelui Puturosu (maghiară Büdös - hegy, 1143 m altitudine, aflat la sud–est de primul) și, la est de acesta conul vulcanic izolat al Muntelui Cetății (Balvanyos, (maghiară Bálványos, 1057 m). Aceste conuri sunt separate de masivul central de fliș cretacic cu intercalații de gresie și șisturi. Geografic izolat, similar izolării de masa principală a Munților Harghitei – a Masivului Ciomatu – Puturosu, se află conul vulcanic al Heghieșului Mare (maghiară Nagy Hegyes, 1106 m), situat în nord–vestul Munților Bodoc. Toate aceste conuri au fost alimentate din aceeași sursă magmatică din care s-a alimentat Muntele Ciomatu, ceea ce le determină apartenența comună, din punct de vedere geologic.
În sens geografic, spre nord masivul este delimitat de compartimentul Ciucului de Jos – din Depresiunea Ciucului, spre est de văile pâraielor Tușnad (maghiară ) și Șugău (maghiară ), spre vest de valea Oltului, iar spre sud de dinspre vest spre est de Depresiunea Bixad și, de văile pâraielor Jombor (maghiară Zsombor), Sărat (maghiară Sós), Turia (maghiară Torjai).  Heghieșul Mare (care geografic aparține de Munții Bodoc) domină dinspre sud, valea Jombor.
Masivul se leagă de Munții Bodoc – spre sud prin Șaua Sărată (maghiară Sós-mezõ, unde se află Pasul Turia) și, spre nord–est prin culmea principală reprezentată aici de vârfurile Gheți (maghiară Géczi–bérk, 1094 m),  Vârful de Mijloc (maghiară Kóz–tető, 1087 m) și Țețele (1173 m).

## Obiective
În interiorul craterelor Muntelui Ciomatu s-au format lacul Sfânta Ana și Tinovul Mohoș.

## Structură
Vulcanul este în prezent aparent inactiv, ultima erupție având loc în urmă cu aproximativ 30.000 de ani. Un studiu din anul 2019 a indicat însă faptul că există totuși un potențial de reactivare, în viitor. Astfel, sub vulcan există o cameră magmatică la nivelul căreia, în partea inferioară se află o fracțiune de 20 până la 58 % din roci, aflată în stare topită. Aceasta face ca să poate exista în unele regiuni ale sistemului magmatic al Ciomadului o proporție semnificativă de magmă, relativ apropiată de starea eruptibilă.